# CZ 82半自動手槍
Česká zbrojovka Vz. 82（簡稱：CZ 82；“Vz”為“vzor”的縮寫，翻譯為英语為“Model”，意即“型號”）是一款由捷克槍械製造商烏爾斯基·布羅德兵工廠為捷克斯洛伐克軍隊而設計及生產的緊湊型半自動手槍，可說是捷克的馬卡洛夫手槍，發射9×18毫米馬卡羅夫口徑手枪子彈。其民用及出口型版本被命名為CZ 83，除了9×18毫米馬卡羅夫以外，還可發射.380 ACP和.32 ACP這兩種手枪子彈。

## 概述
1983年，由捷克斯洛伐克烏爾斯基·布羅德兵工廠生產的Vz. 82取代了捷克斯洛伐克軍隊所使用的7.62×25毫米M48托卡列夫口徑Vz. 52手槍。該槍亦在國家安全部隊當中取代了CZ 50手槍和CZ 70手槍。以後Vz. 82還投入捷克警察和斯洛伐克警察當中服役。自2001年以來，捷克警察的Vz. 82被CZ 75 D緊湊型手槍所取代；到了2016年，斯洛伐克警察亦以第四代格洛克17將其取代。
它是一款採用了傳統型反沖作用槍機的緊湊型單／雙動式半自動手槍。這種類別的槍機可讓槍管牢固地固定在底把以上，從而提高了裝有絞鏈式樞軸槍管的手槍的準確度（比如美國M1911系列）。Vz. 82的彈膛軸線較低可有效減少槍口上揚和加快後續射擊的速度。為了增加便利性，安裝在底把以上的拇指操作式保險裝置和彈匣釋放按鈕都是雙手靈巧的設計。而Vz. 82亦是第一款同時具備這些功能的制式手槍。其扳機護環較大，可在戴上手套以下操作。槍膛採用了鍍铬處理，具有三個優點：延長其槍管壽命，發射腐蝕性彈藥時可以防銹，以及易於清潔。這把手槍的另一個特點是在9×18毫米馬卡羅夫口徑時，其槍膛採用了多邊形膛線。這取代了傳統型膛線的陽線與陰線設計，轉化為較為圓潤、光滑，並且像四條邊稍微尌起的多邊形格局，具有更為“陽膛與陰膛”的外觀，增加了該槍所發射的彈丸的槍口初速（.380 ACP與.32 ACP口徑時傳統型膛線）。

## 古玩及遺物
2007年2月，在某人給美國菸酒槍炮及爆裂物管理局寫了一封信，並附上了聯邦博物館館長所寫、指出Vz. 82有“博物館的興趣”列作古玩及遺物的一封信以後，菸酒槍炮及爆裂物管理局將Vz. 82加入了美國政府「古玩及遺物」的名單當中。

## 口徑
Vz. 82只製成了發射9×18毫米馬卡羅夫口徑彈藥的版本，而CZ 83有多種表面處理和彈藥可供選擇：
- .32 ACP（又稱：7.65×17毫米白朗寧SR）——15發彈匣容量。
- .380 ACP（又稱：9×17毫米白朗寧短彈）——12發彈匣容量（如果使用9×18毫米馬卡羅夫的彈匣，則是13發）。標準型Vz. 82的彈匣可無需改動以下匹配CZ 83 .380 ACP口徑型。
- 9×18毫米馬卡羅夫（英语：9×18mm Makarov）——12發彈匣容量。只在1999年至2001年之間生產。

## 使用國
- 捷克[2]（逐步淘汰，被CZ 75所取代，現通常由預備役人員所使用）
- 印度尼西亞：森林遊騎兵（英语：Indonesia Forest Rangers）[3]
- 以色列：執法機關
- ：1998年，為內務部購入了20把CZ 83手槍。[4]
- [5]
- 斯洛伐克[6]
- 乌克兰
- 越南：[7]於1980年代進口9×18毫米馬卡羅夫口徑的CZ 83，目前仍然被越南人民军和越南人民公安局（英语：Vietnam People's Public Security）所使用。

## 圖集

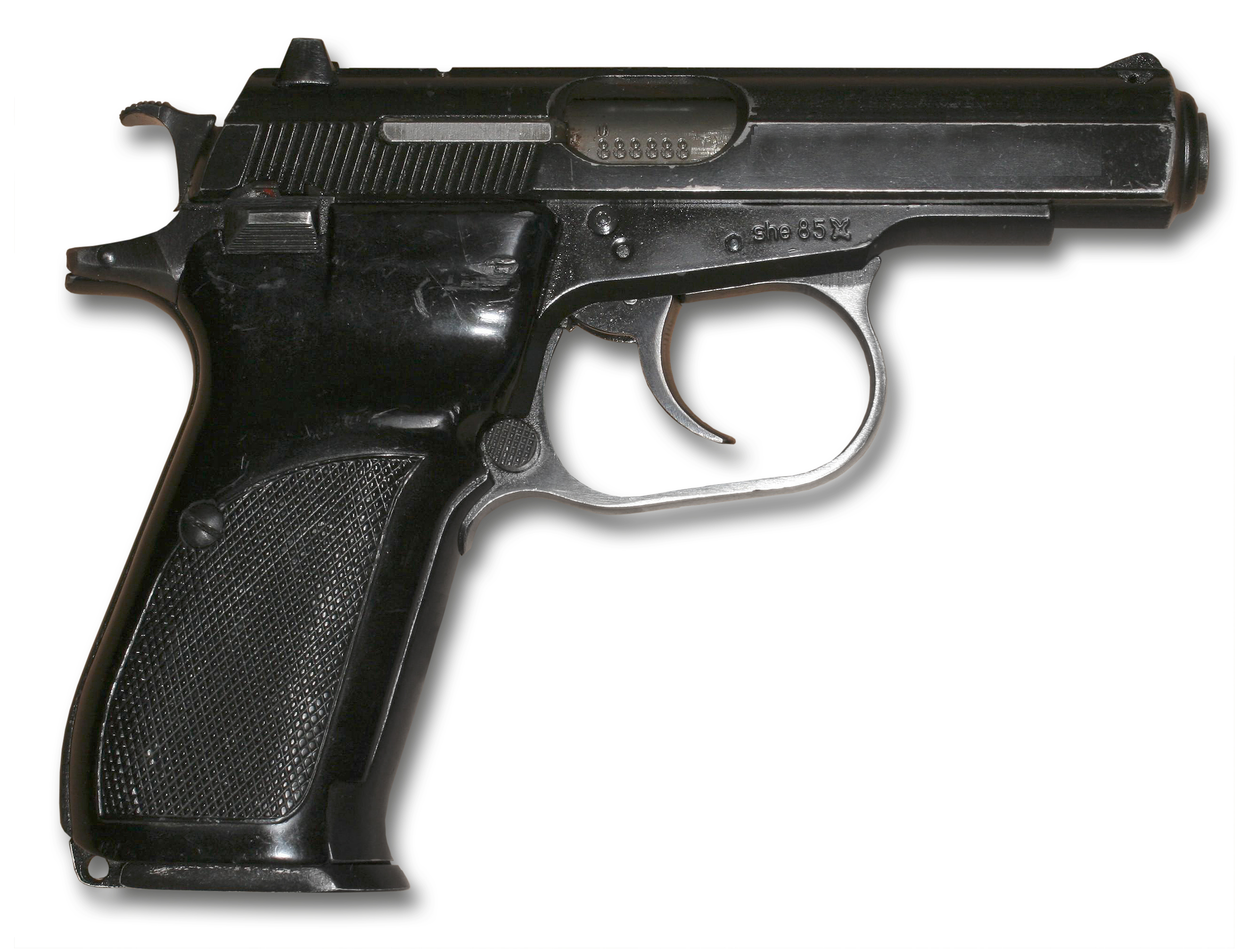
9×18毫米馬卡羅夫（英语：9×18mm Makarov）口徑的Vz 82捷克斯洛伐克軍用手槍（注：序列號以數碼手段隱藏起來）
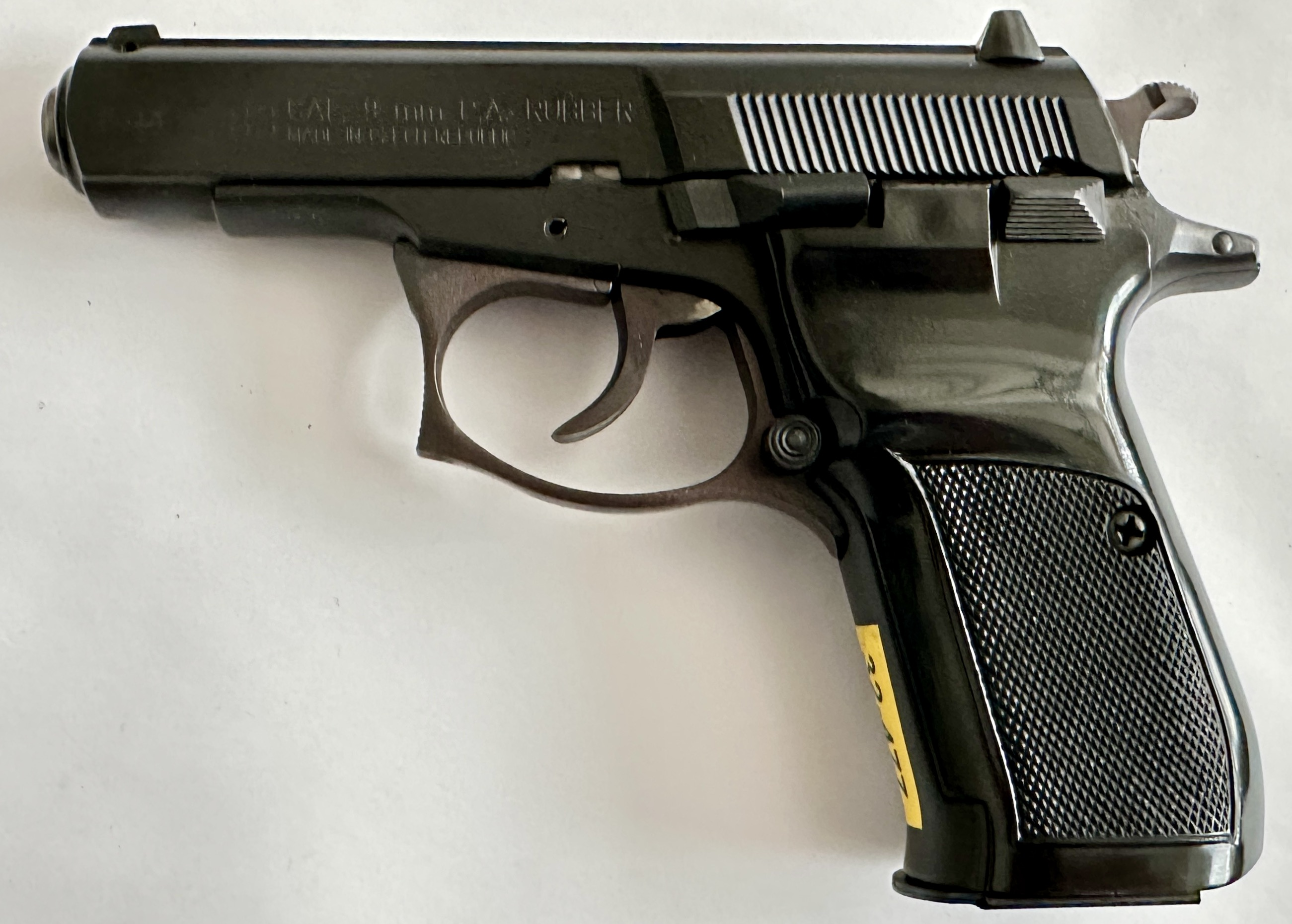
9×18毫米馬卡羅夫口徑的CZ 83。
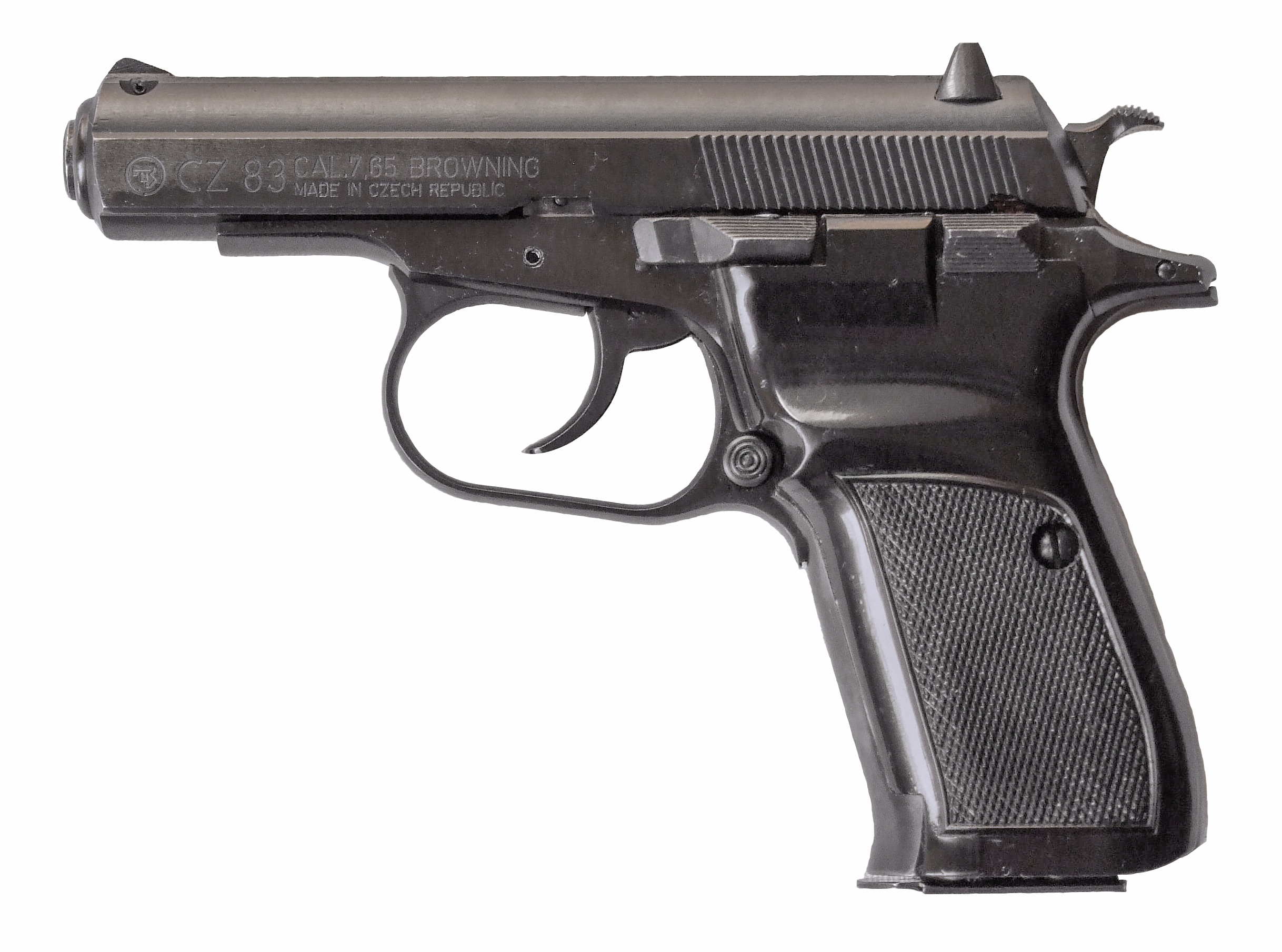
.32 ACP口徑的CZ 83。
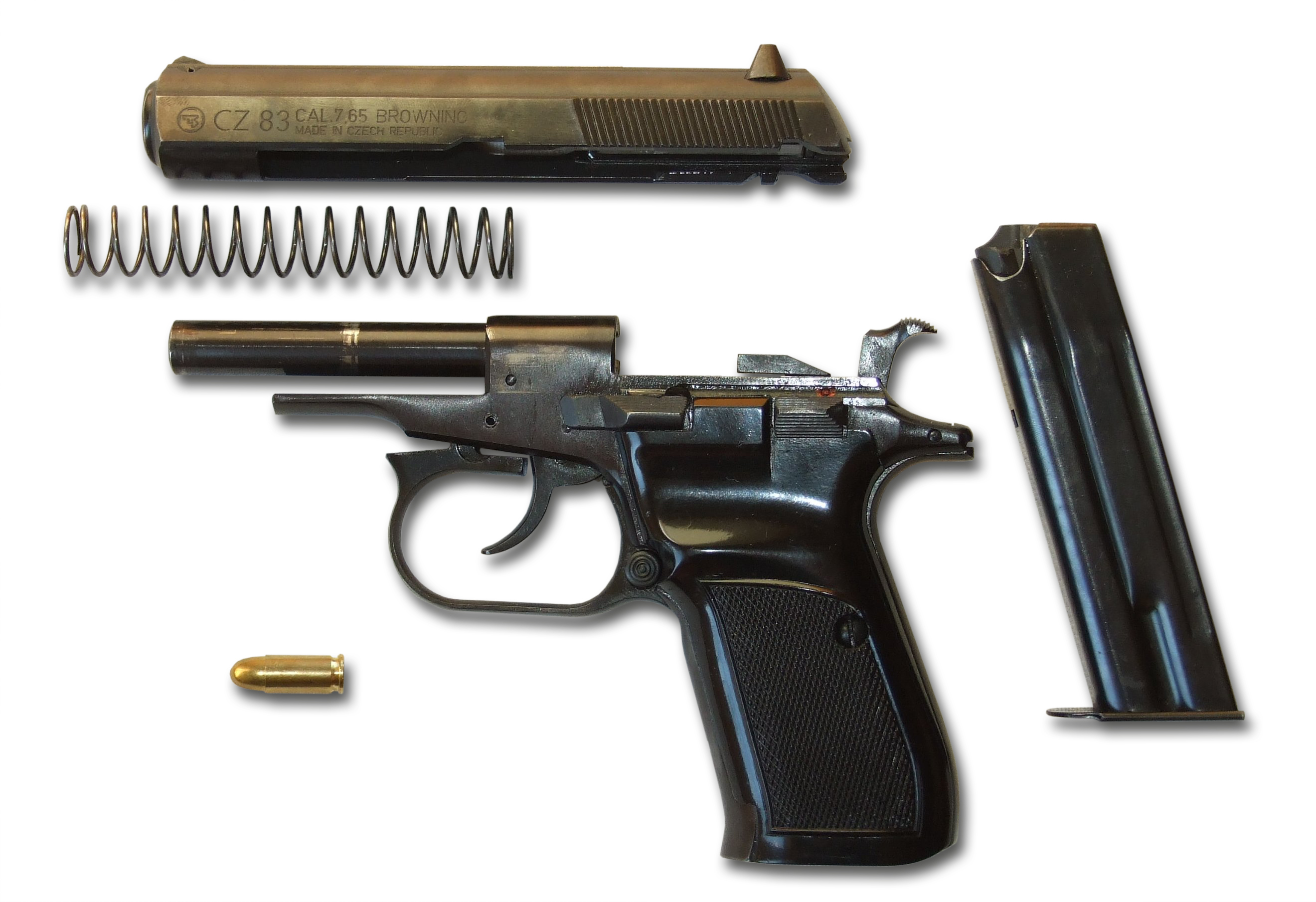
CZ 83的不完全分解。可見分為滑套、復進彈簧、底把連槍管和彈匣。另附有一發子彈。
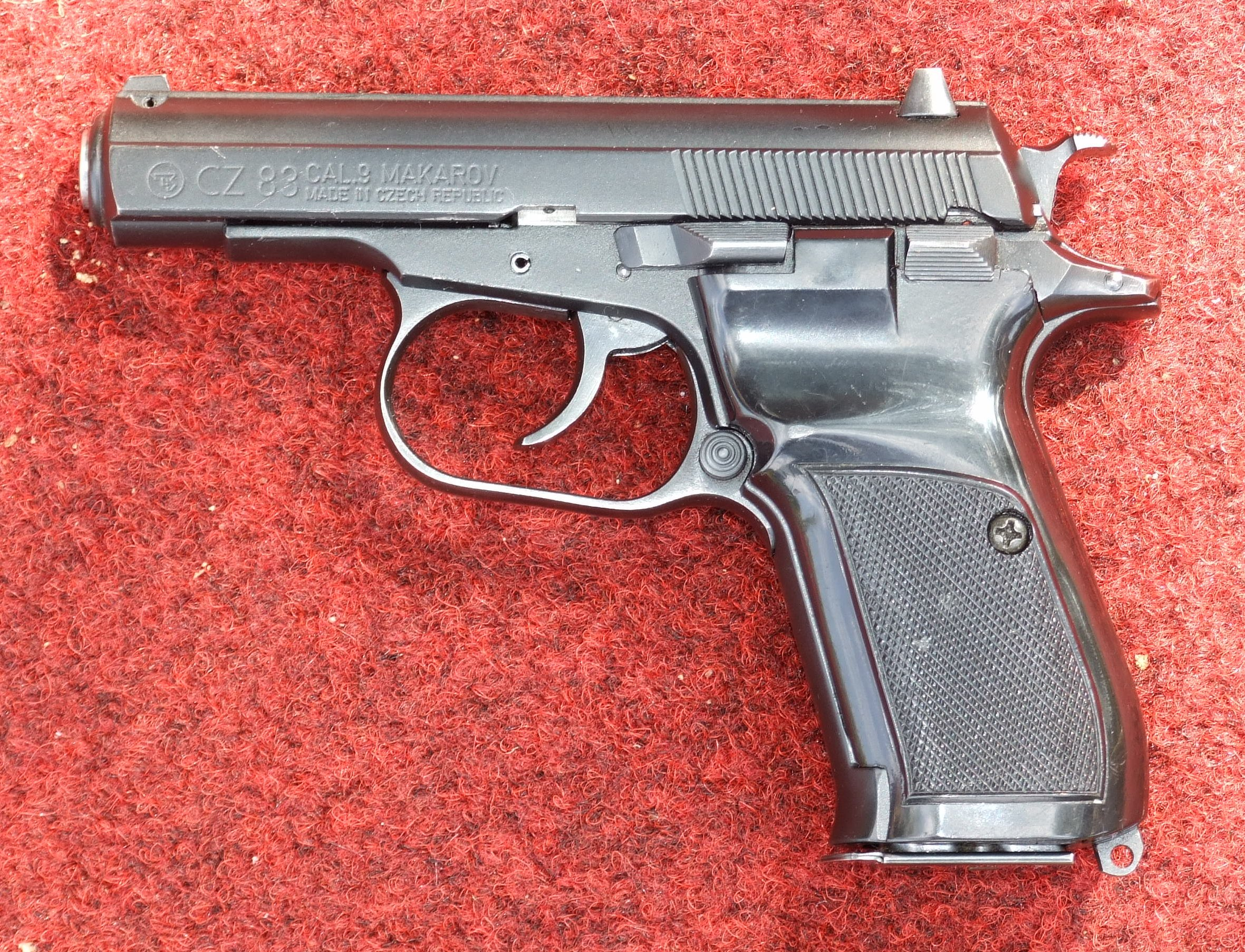

## 資料來源
1. ↑   (PDF).   [2018-09-26]. （原始内容 (PDF)存档于2011-04-09）.
2. ↑   (PDF).   [2018-09-26]. （原始内容存档 (PDF)于2017-10-18）.
3. ↑  .   [2018-09-26]. （原始内容存档于2018-05-26）.
4. ↑  1998年8月5日哈薩克斯坦共和國政府第744號決議「關於哈薩克斯坦共和國內政部批准從捷克共和國進口的武器和彈藥等用品」（Постановление Правительства Республики Казахстан № 744 от 5 августа 1998 года "О разрешении Министерству внутренних дел Республики Казахстан ввоза оружия с боеприпасами и принадлежностями из Чешской Республики"）
5. ↑  .   [2018-09-26]. （原始内容存档于2017-10-31）.
6. ↑  Jones, Richard D.; Ness, Leland S. (编).  35th. Coulsdon: Jane's Information Group. January 27, 2009. ISBN 978-0-7106-2869-5.
7. ↑  .   [2018-09-26]. （原始内容存档于2018-03-23）.

## 外部連接
- （英文）—CZ-USA Official Website—CZ 83（页面存档备份，存于）
- （英文）—English translation from a Czech book about pistols（页面存档备份，存于）
- （英文）—Modern Firearms—CZ 82/83（页面存档备份，存于）
- （英文）—Weapon.ge—CZ Vz.82 / CZ 83（页面存档备份，存于）